# Lothar Mosler (Heimatforscher)

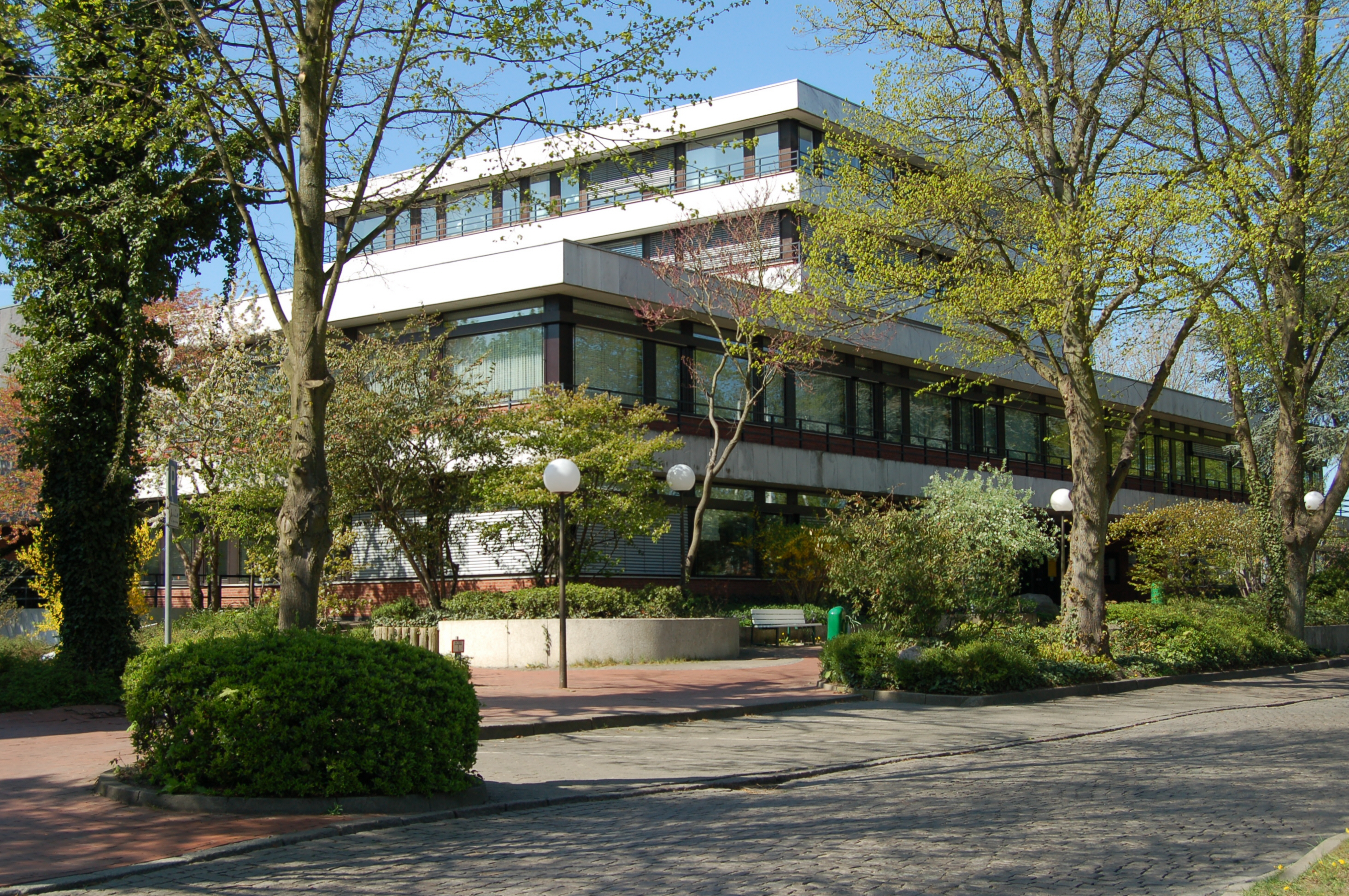
Moslers längste Wirkungsstätte, das Uetersener Rathaus

Lothar Mosler (* Januar oder Februar 1930 in Königsberg, Ostpreußen; † 22. Februar 2002 in Uetersen) war ein deutscher Autor, Heimatforscher, Gewerkschafter und Kommunalpolitiker (SPD).

## Leben
Mosler war gelernter Zimmermann und flüchtete nach dem Zweiten Weltkrieg nach Halstenbek, wo er bis 1957 wohnte. Danach zog er nach Uetersen. Dort war er elf Jahre Ratsmitglied und von 1986 bis 1989 Bürgervorsteher und später Stadtrat. Er war bei seinen politischen Gegnern für seinen Wortwitz und seine knorrige Art gefürchtet und gehörte zu den besten Rednern der Uetersener Ratsversammlung der letzten Jahrzehnte. Mosler bekleidete ebenfalls das Amt des stellvertretenden Kreispräsidenten und des Vorstandes der Uetersener Eisenbahn. 
1959 gründete Mosler den Schützenverein Uetersen  „weil die Gilde (Uetersener Schützengilde von 1545) uns Flüchtlinge nicht haben wollte“ und war maßgeblich am Aufbau des Samlandmuseums beteiligt, sowie acht Jahre ehrenamtlicher Richter am Schleswig-Holsteinischen Oberverwaltungsgericht. Als Autor veröffentlichte Mosler mehrere Bücher und schrieb fast 40 Jahre lang heimatgeschichtliche Artikel in den Uetersener Nachrichten. Auch im Jahrbuch für den Kreis Pinneberg veröffentlichte er 22 Jahre lang kultur- und heimatgeschichtliche Abhandlungen.
Im Jahr 1975 gründete Mosler den Verein Historisches Uetersen und baute das Stadtgeschichtliches Heimatmuseum Uetersen auf, das 1975 eröffnet wurde und dessen Leiter und Ehrenvorsitzender er jahrelang war.
Für sein über 50-jähriges Ehrenamt und Lebenswerk erhielt Mosler 1988 die Ehrennadel des Landes Schleswig-Holstein und 1994 wurde ihm die Freiherr-vom-Stein-Medaille verliehen. Am 28. November 2001 wurde ihm, inzwischen herzkrank, nach einjähriger Verzögerung an seiner längsten Wirkungsstätte im Uetersener Rathaus die Verdienstmedaille des Verdienstordens verliehen. Er starb im Februar 2002 wenige Wochen nach seinem 72. Geburtstag; er hinterließ seine Ehefrau und zwei Kinder.

## Werke (Auswahl)
- Liebes altes Uetersen. (Heydorns Verlag, Uetersen 1980)
- Schützen zwischen Nord- und Ostsee: 125 Jahre Norddeutscher Schützenbund in Schleswig-Holstein; eine Dokumentation. (1985)
- Blickpunkt Uetersen: Geschichte und Geschichten. (Heydorn Verlag, Uetersen 1985)
- Fliegerhorst Uetersen, Marseille-Kaserne: Eine heimatgeschichtliche Dokumentation. (Heydorn Verlag, Uetersen 1987)
- Schloss Düneck: Kleine Heimatgeschichte von Moorrege und seiner Umgebung. (Heydorn Verlag, Uetersen 1989)
- Mit der Eisenbahn durch Uetersen: 125 Jahre Uetersener Eisenbahn-AG. (Heydorn Verlag, Uetersen 1996)